# La Esmeralda (ballet)
La Esmeralda es un ballet en tres actos y cinco escenas, inspirado en la novela de 1831 Nuestra Señora de París de Victor Hugo, originalmente coreografiado por Jules Perrot con música de Cesare Pugni, con decorados de William Grieve y vestuario de Mme. Copère.
Fue presentado por primera vez por el Ballet del Her Majesty's Theatre de Londres el 9 de marzo de 1844, con Carlotta Grisi como Esmeralda, Jules Perrot como Gringoire, Arthur Saint-Léon como Phoebus, Adelaide Frassi como Fleur de Lys y Antoine Louis Coulon como Quasimodo.
El New Jersey Ballet presentó la versión completa por primera vez en los Estados Unidos en 2004, y el Russian Ballet Orlando interpretó La Esmeralda por primera vez en 2021. La mayoría de las compañías de ballet occidentales solo interpretan dos piezas relacionadas con La Esmeralda —La Esmeralda pas de deux y La Esmeralda pas de six— y el pas de deux de Diana y Acteón, que en realidad no está extraído del montaje original del ballet, y que a menudo se atribuye erróneamente a haber sido agregado por Marius Petipa en su reposición de 1886 de La Esmeralda; siendo original del ballet El rey Candaules y agregado al ballet La Esmeralda por Agrippina Vagánova en 1935. Los estudiantes todavía suelen realizar variaciones del ballet en las competiciones de ballet. 

## Argumento
Pierre Gringoire cae en las garras de los ladrones y mendigos de París que quieren lincharlo. La bondadosa Esmeralda lo salva en el último momento casándose con él. Gringoire está encantado con ella, pero ella le deja claro que su matrimonio es sólo "sobre el papel" y que no puede esperar nada más de ella.
El archidiácono de la Catedral de Notre Dame, Claude Frollo, está secretamente obsesionado con Esmeralda en una especie de relación de amor y odio y, por lo tanto, está plagado de remordimientos a causa de sus votos religiosos. Ordena a su protegido, el jorobado Quasimodo, que capture a Esmeralda, pero el secuestro falla cuando aparece el capitán Phoebus de Châteaupers y salva a Esmeralda. Inmediatamente se enamora del apuesto joven y le ruega que libere a Quasimodo. Como regalo de despedida, le da su faja de seda, que él mismo había recibido previamente como regalo de su prometida Fleur-de-Lys.
En una fiesta en la casa de Fleur-de-Lys y su madre, Esmeralda baila con unos amigos y Gringoire frente a los invitados. Al descubrir que Phoebus, que también está presente, está comprometida, cae en una profunda tristeza y decepción y solo es capaz de obligarse a bailar (pas de six: " Pas de la jalousie") con dificultad y con la ayuda de Gringoire. Cuando Gringoire le trae a Esmeralda su chal de seda (es decir, el de Phoebus) después de su actuación, Fleur-de-Lys lo reconoce, se enfrenta a Phoebus e indignada rompe su compromiso. Esmeralda y Phoebus abandonan la fiesta.
En la casa de Esmeralda, los amantes son observados por el celoso Frollo, quien termina apuñalando a su "rival" y culpando a Esmeralda por no ceder a sus propios avances.
En el juicio posterior, Esmeralda fue condenada a muerte en la horca, sobre todo por el falso testimonio de Frollo. Cuando se va a ejecutar la sentencia, aparece de repente Phoebus, quien sobrevivió al intento de asesinato y ahora testifica sobre la inocencia de Esmeralda. Frollo intenta apuñalar a Esmeralda, pero Quasimodo le arrebata la daga y apuñala al sacerdote. Un final feliz espera a los amantes.
(En una versión posterior del siglo XX, el ballet (como la novela) termina trágicamente con la ejecución y muerte de Esmeralda).

## Reposiciones

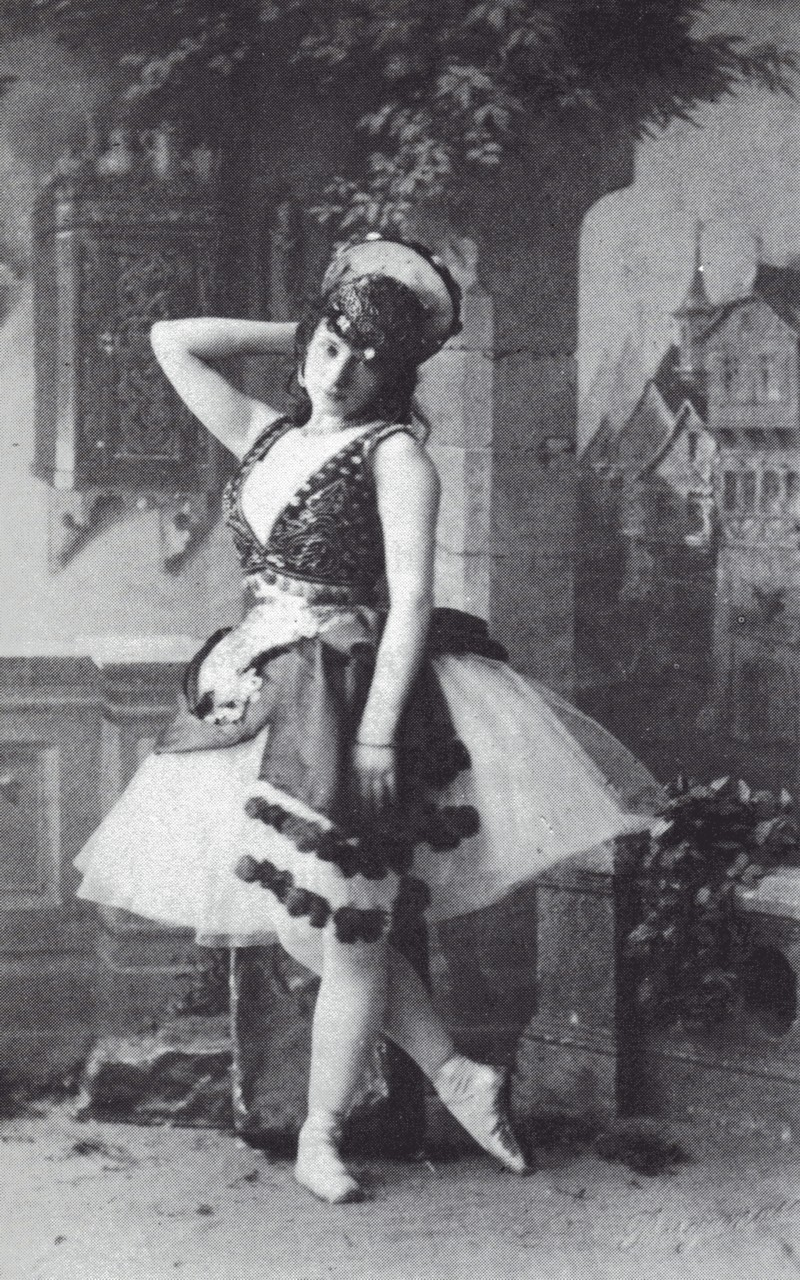
Virginia Zucchi en La Esmeralda, 1886

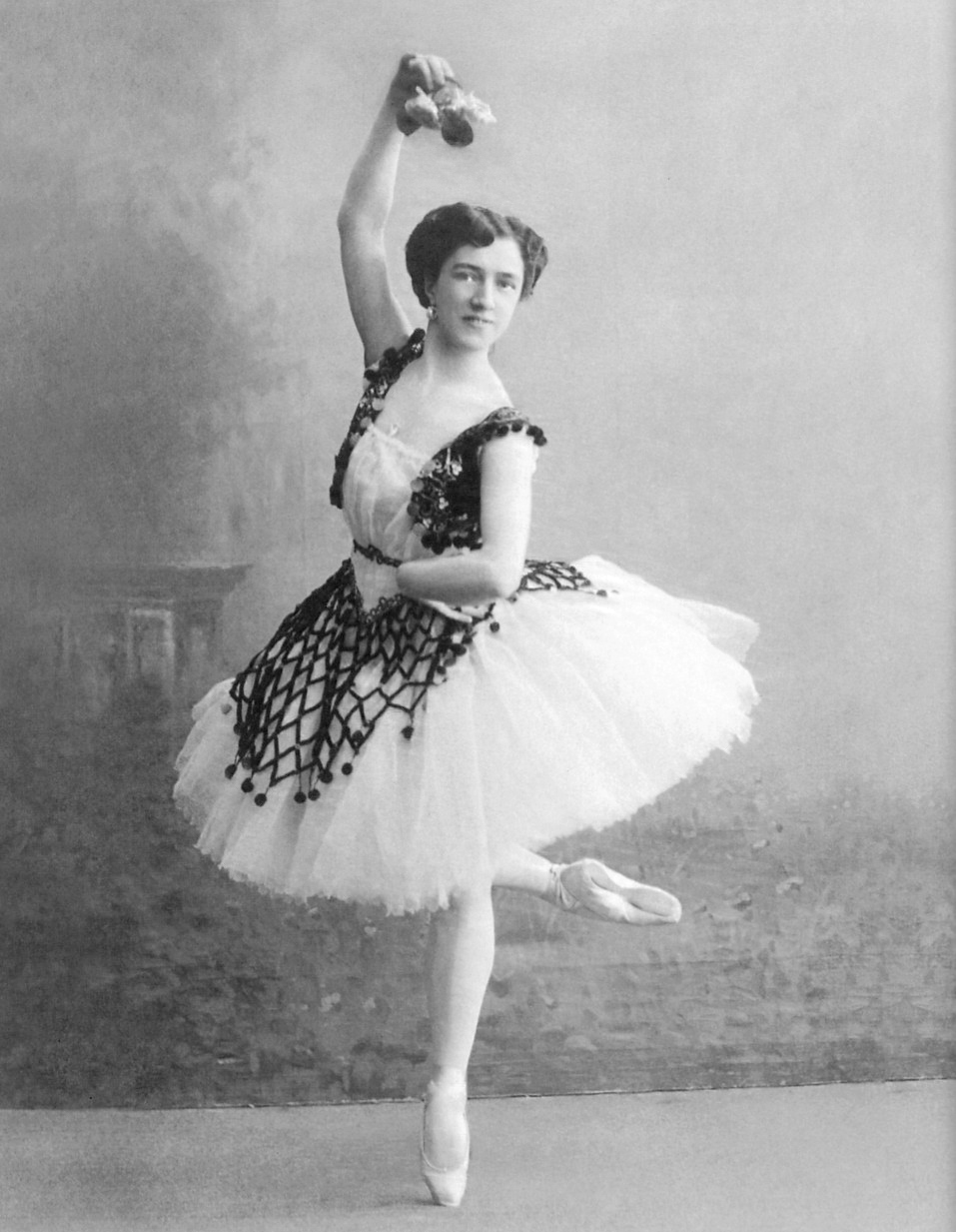
Agrippina Vagánova en La Esmeralda, 1910

- Jules Perrot para el Ballet Imperial. Teatro Imperial Bolshói Kámenny, San Petersburgo, 2 de enero de 1849. Remontado especialmente para la bailarina Fanny Elssler. Cesare Pugni revisó su partitura original para la producción.
- Marius Petipa para el Ballet Imperial en cuatro actos y cinco escenas. Teatro Imperial Mariinski, San Petersburgo, 17 de diciembre de 1886. Remontado especialmente para la bailarina Virginia Zucchi. Revisión musical y pases adicionales de Riccardo Drigo (incluido un pas de six para Virginia Zucchi). Petipa agregó números adicionales en 1866 (un pas de deux para la bailarina Claudina Cucchi que se conoció como Pas Cucchi con la música de Pugni), 1871 (un pas de dix para la bailarina Eugenia Sokolova con la música de Yuli Gerber), y 1872 (un Pas de cinq para la bailarina Adèle Grantzow con música de un compositor desconocido).
- Marius Petipa para el Ballet Imperial en cuatro actos y cinco escenas. Teatro Imperial Mariinski, San Petersburgo, 21 de noviembre de 1899. Remontado especialmente para la Prima Ballerina Assoluta Mathilde Kschessinska.
- Agrippina Vagánova para el Ballet Kírov en tres actos. Teatro Kírov de Ópera y Ballet, Leningrado, 3 de abril de 1935. Remontado especialmente para la bailarina Tatiana Vecheslova. Vagánova agregó un "nuevo" pas d'action como obra maestra para los bailarines Galina Ulánova y Vajtang Chabukiani, que arregló del pas de Diane del ballet El rey Candaules de Petipa de 1868, con música de Pugni y Drigo, que se conoce hoy como el pas de deux de Diana y Acteón.
- Piotr Gúsev para el Ballet Kírov en tres actos. Teatro Kírov de Ópera y Ballet, Leningrado, 1949.
- Para el Ballet Bolshói en 2009, Yuri Burlaka y Vasili Medvédev organizaron una reposición basada en la última reposición de La Esmeralda de Petipa en 1899.[3] Naughton proporciona la lista completa de números.[4]